# Tadese Worku
Tadese Worku (* 20. Januar 2002) ist ein äthiopischer Leichtathlet, der sich auf den Langstreckenlauf spezialisiert hat.

## Sportliche Laufbahn
Erste Erfahrungen bei internationalen Meisterschaften sammelte Tadese Worku bei den Crosslauf-Weltmeisterschaften 2019 in Aarhus, bei denen er nach 23:54 min die Silbermedaille im U20-Rennen gewann und sich in der Teamwertung die Goldmedaille sicherte. 2021 siegte er in 7:42,09 min im 3000-Meter-Lauf bei den U20-Weltmeisterschaften in Nairobi und gewann in 13:20,65 min die Silbermedaille über 5000 Meter. Anschließend siegte er in 7:36,47 min über 3000 Meter beim Memoriał Kamili Skolimowskiej und siegte im Dezember in 28:18 min beim BOclassic. Im Jahr darauf startete er im 10.000-Meter-Lauf bei den Weltmeisterschaften in Eugene und gelangte dort mit 27:51,25 min auf Rang 14. Bei den Crosslauf-Weltmeisterschaften 2024 in Belgrad wurde er nach 28:50 min Zwölfter im Einzelbewerb und sicherte sich in der Teamwertung die Bronzemedaille hinter den Teams aus Kenia und Uganda.
2022 wurde Worku äthiopischer Meister im 10.000-Meter-Lauf.

## Persönliche Bestzeiten
- 3000 Meter: 7:34,75 min, 6. Juli 2021 in Székesfehérvár
  - 3000 Meter (Halle): 7:41,06 min, 9. Februar 2021 in Liévin
- 5000 Meter: 13:18,17 min, 27. August 2019 in Rovereto
- 10.000 Meter: 26:45,91 min, 5. Juni 2022 in Hengelo
- 10-km-Straßenlauf: 26:56 min, 12. September 2021 in Herzogenaurach (äthiopischer Rekord)
- Halbmarathon: 58:47 min, 23. Oktober 2022 in Valencia